# Woignarue
Woignarue is een gemeente in het Franse departement Somme (regio Hauts-de-France). De gemeente telt 735 inwoners (1999). De plaats maakt deel uit van het arrondissement Abbeville.

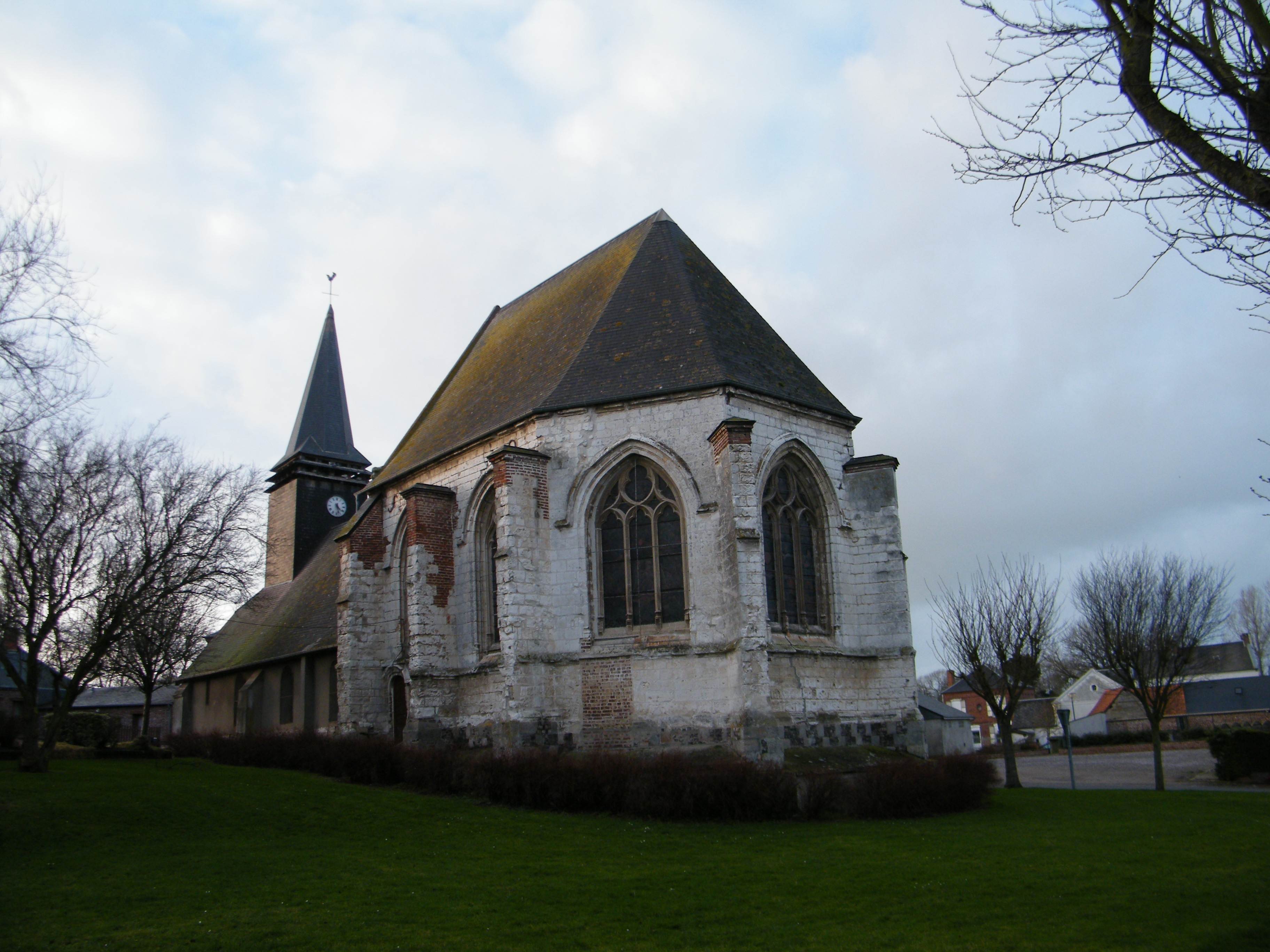
Église Sainte-Marie-Madeleine

## Geografie
De oppervlakte van Woignarue bedraagt 16,5 km², de bevolkingsdichtheid is 44,5 inwoners per km². De gemeente ligt aan Het Kanaal.
In het westen van de gemeente ligt op de grens met Ault de badplaats Onival. In het noorden ligt het gehucht Hautebut.
De onderstaande kaart toont de ligging van Woignarue met de belangrijkste infrastructuur en aangrenzende gemeenten.

## Bezienswaardigheden
- De Église Sainte-Marie-Madeleine

## Demografie
Onderstaande figuur toont het verloop van het inwonertal (bron: INSEE-tellingen).